# مصباح متدلي
المِصباح المُتَدَلّي هو مصباح إضاءة وحيد يتدلى من السقف وعادةً ما يُعلّق بواسطة سلك أو سلسلة أو قضيب معدني. غالباً ما تُستخدم المصابيح المتدلية بشكل مضاعفات، وتعلق في خط مستقيم في سطح المطبخ أو حجرة الطعام صغيرة أو أحياناً في الحمامات. تأتي المصابيح المتدلية بمجموعة كبيرة من الأحجام وتتنوع في المواد من المعدن إلى الزجاج أو الخرسانة أو اللدائن. العديد من المتدليات الحديثة عبارة عن نماذج منخفضة الجهد موفرة للطاقة وبعضها يستخدم مصابيح هالوجينية أو فلورية.